# Théorie sociale
Ne doit pas être confondu avec théorie sociologique.

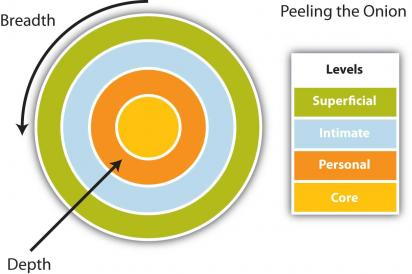
Représentations graphiques de la théorie sociale

Les théories sociales sont des cadres théoriques qui sont utilisés afin de comprendre, d’interpréter et d'analyser les rapports sociaux au sein d'une société et d'une école de pensée.